# ديل بيشور
ديل بيشور (بالإنجليزية: Del Beshore)‏ مواليد 29 نوفمبر 1956 في بنسيلفانيا، هو مدرب كرة سلة أمريكي ولاعب معتزل. بدأ مسيرته الاحترافية في سنة 1978. يبلغ طوله 5 قدم 11 بوصة (1.8 م). اعتزل اللعب في 1985. لعب مع ميلووكي باكز وشيكاغو بولز.

## روابط خارجية
- ديل بيشور على موقع إن بي أي (الإنجليزية)
- ديل بيشور على موقع سبورتس رفرنس (الإنجليزية)
- ديل بيشور على موقع ريلجم (الإنجليزية)
- ديل بيشور على موقع بروبوليرز (الإنجليزية)